# Drákia
Drákia, en grec moderne : Δράκεια, est un village du dème de Vólos, district régional de Magnésie, en Thessalie, Grèce.
Selon le recensement de 2011, la population du village s'élève à 381 habitants.